# Kanton Tournefeuille
Der Kanton Tournefeuille ist seit 1997 ein französischer Kanton im Arrondissement Toulouse im Département Haute-Garonne in der Region Okzitanien; sein Hauptort ist Tournefeuille.

## Gemeinden
Der Kanton besteht aus drei Gemeinden mit insgesamt 60.667 Einwohnern (Stand: 1. Januar 2022) auf einer Gesamtfläche von 36,26 km²:
| Gemeinde             | Einwohner 1. Januar 2022 | Fläche km² | Dichte Einw./km² | Code INSEE | Postleitzahl |
| -------------------- | ------------------------ | ---------- | ---------------- | ---------- | ------------ |
| Cugnaux              | 20.239                   | 13,01      | 1.556            | 31157      | 31270        |
| Tournefeuille        | 29.724                   | 18,17      | 1.636            | 31557      | 31170        |
| Villeneuve-Tolosane  | 10.704                   | 5,08       | 2.107            | 31588      | 31270        |
| Kanton Tournefeuille | 60.667                   | 36,26      | 1.673            | 3126       | –            |

Bis zur landesweiten Neuordnung der französischen Kantone im März 2015 besaß er einen anderen INSEE-Code als heute, nämlich 3153.

## Bevölkerungsentwicklung
| 1962 | 1968  | 1975  | 1982  | 1990  | 1999  | 2006  |
| ---- | ----- | ----- | ----- | ----- | ----- | ----- |
| 6174 | 11152 | 19966 | 24440 | 35539 | 44007 | 49720 |